# Suipacha (Buenos Aires)

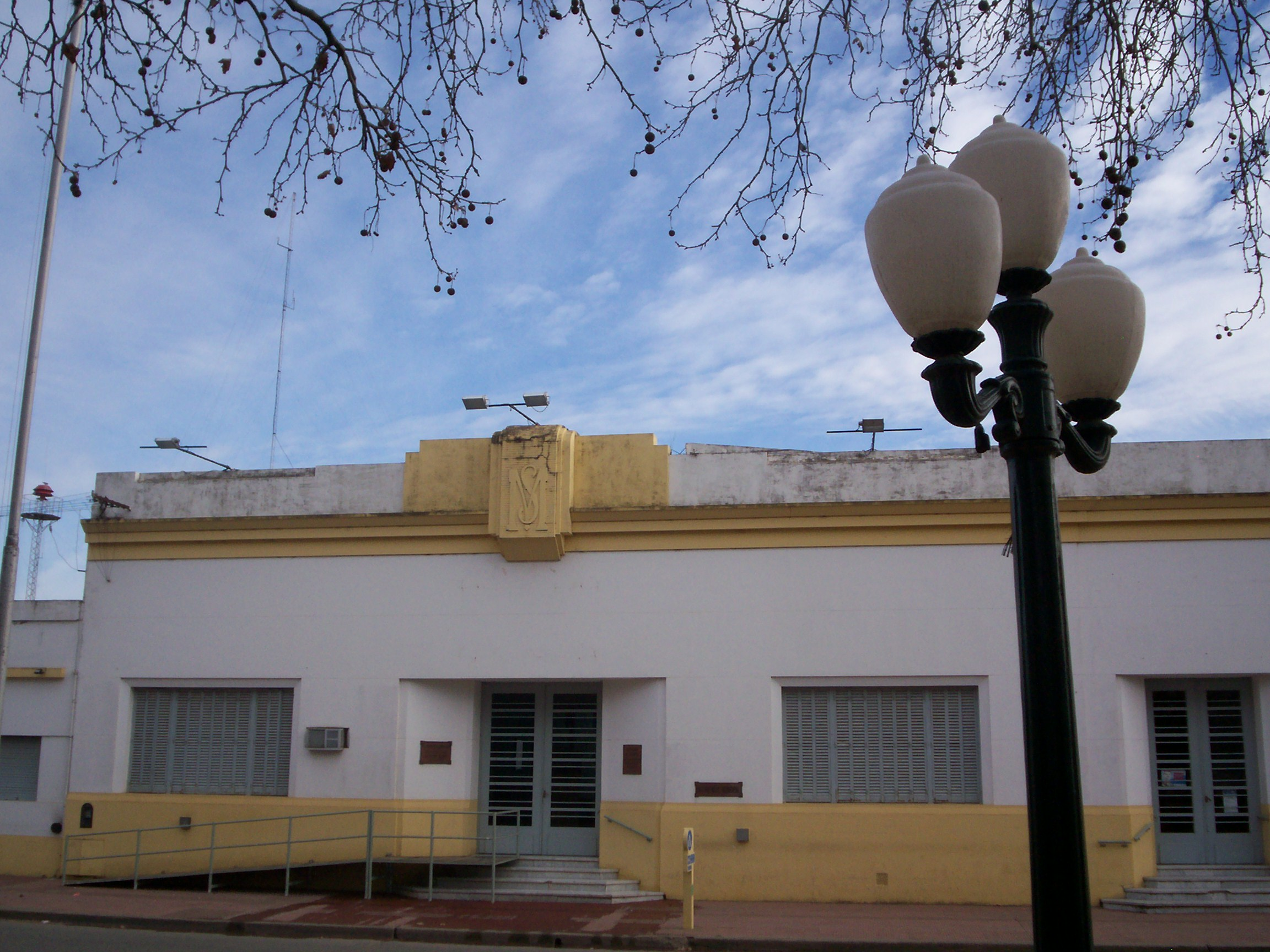
Palacio Municipal de Suipacha

Suipacha es una ciudad ubicada al norte de la provincia de Buenos Aires, Argentina. Es la cabecera del partido de Suipacha. Fue declarada ciudad por la Ley provincial 8.105, sancionada en 1973.
Sus principales actividades económicas son la agricultura y ganadería.

## Ubicación
Suipacha se encuentra ubicada en el noreste de la provincia de Buenos Aires en la llamada Pampa Ondulada, a 126 km de la Ciudad de Buenos Aires sobre la Ruta Nacional 5.
La Ruta del Queso se encuentra sobre los km 114 y 131 de la Ruta Nacional 5.
Está conectada a las localidades de Mercedes (Buenos Aires) y Chivilcoy a través del Ferrocarril Sarmiento por la estación Suipacha, alcanzando este también a la Ciudad de Buenos Aires.

## Población
Cuenta con 11,786 habitantes (Indec, 2022), lo que representa un incremento del 40,2 % frente a los 8,403 habitantes (Indec, 2010) del censo anterior.
| Gráfica de evolución demográfica de Suipacha entre 1960 y 2010 |
|                                                                |
| Fuentes: INDEC                                                 |

## Religión
La ciudad pertenece a la arquidiócesis de Mercedes-Luján de la Iglesia católica. Su parroquia es Nuestra Señora del Rosario.